# Mirador del Roc del Quer
El mirador del Roc del Quer es una pasarela metálica de 20 metros de largo, doce de los cuales se encuentran suspendidos en el aire a 500 metros de altura, que se encuentra en la parroquia de Canillo, en Andorra. Fue inaugurado el 2 de julio de 2016.
El mirador se encuentra en el punto kilométrico 6,5 de la carretera del collado de Ordino (CS240). La plataforma de 20 metros de largo cuenta con ocho metros asentados en tierra firme y otros doce metros que quedan suspendidos en el aire. Parte del pavimento es de vidrio transparente, que destaca la sensación de altitud y suspensión. En el extremo se encuentra la escultura de un pensador sentado sobre una viga, obra del artista Miguel Ángel González. Desde la plataforma se puede disfrutar de una vista panorámica los valles de Montaup y del Valira de Oriente, desde Soldeu hasta Encamp. Canillo invirtió unos 400.000 euros en la construcción de esta plataforma panorámica, englobado en un proyecto de remodelación que intervino también en el camino que conduce desde la carretera hasta el mirador.
En 2018, el libro del ingeniero Raimon Díaz Mariño, El mirador del Roc de Quer. Sobrepassar els límits. Desafiar la gravetat, fue galardonado con el premio Sant Miquel d'Engolasters de ensayo literario en la XL Nit Literària Andorrana.